# Batalla de Cornus
La batalla de Cornus fue un encuentro armado que tuvo lugar en las inmediaciones de la isla de Sardinia en el año 215 a. C., entre el ejército púnico, comandado por Asdrúbal el Calvo y Hampsicora, y las tropas romanas dirigidas por Tito Manlio Torcuato. La batalla tuvo lugar cuando un ejército cartaginés navegó hasta Sardinia en apoyo de la revuelta de sus ciudadanos contra la ocupación romana.
Los ejércitos que se enfrentaron eran de tamaños similares y el enfrentamiento se produjo en algún lugar entre Cornus y Caralis. Los romanos destruyeron al ejército púnico, y más tarde lograron expulsar a su flota en una batalla en el sur de Sardinia.

## Situación estratégica
Tras la debacle de Cannas, los romanos habían tenido que hacer frente a la traición de varias ciudades del sur de Italia, que se unieron a Cartago. Aníbal Barca y su ejército se encontraban activos en la región de Campania y un segundo ejército cartaginés bajo las órdenes de Hanón el Viejo se movilizaba a través del territorio de Bruttium. Los romanos decidieron enviar varios ejércitos, evitando atacar directamente a Aníbal y enfrentándose a sus aliados siempre que les fuera posible.
En Hispania, tras su derrota en el Ebro, Asdrúbal Barca, el hermano de Aníbal, se encontraba combatiendo a los hermanos Escipión en un estado de inferioridad. Entretanto, los senadores cartagineses habían decidido enviar refuerzos a Asdrúbal con órdenes de marchar sobre Italia (216 a. C.), y en África se había organizado un ejército compuesto por 12 000 soldados de infantería, 1500 jinetes y 20 elefantes de guerra comandados Magón Barca, quien tenía órdenes de unirse a Aníbal.
Los romanos habían estado enfrentados durante mucho tiempo con los nativos de la isla de Cerdeña, tras haber obtenido su control por medio del chantaje en 237 a. C., y ya en el año 216 a. C., la situación de la isla estaba madura para la rebelión. La única legión estacionada en la isla se encontraba diezmada por las enfermedades y el pretor que la gobernaba, Quinto Mucio Escévola también había caído enfermo. Además, los salarios de los soldados y las provisiones llegaban de manera irregular desde Roma, por lo que el ejército se veía obligado a financiarse directamente de impuestos que recaían sobre la población nativa. Hampsicora, un cacique de los nativos isleños, se puso en contacto con Cartago solicitando ayuda, a lo que la ciudad respondió enviando a un oficial llamado Hannón con órdenes de financiar la revuelta y de reclutar un ejército de un tamaño similar al de Magón. Con ello los cartagineses pretendían vencer a la guarnición romana. Asdrúbal el Calvo y otro Magón fueron designados comandantes de esta fuerza.
Sin embargo, antes de que el ejército cartaginés partiera hacia la isla, la situación militar había cambiado. Hannón el Viejo había sido derrotado por Tiberio Sempronio Longo en Lucania y Asdrúbal Barca había perdido la mayor parte de su ejército en Dertosa, una batalla librada en Hispania. El Senado cartaginés ordenó a Magón partir para Hispania, y la expedición a Cerdeña salió como estaba planeado. No obstante, su armada fue atrapada por una fuerte tormenta que desvió a la flota hacia las Islas Baleares, dónde muchos de los barcos que la componían tuvieron que ser transportados a tierra a fin de ser reparados, lo que retrasó mucho la llegada de los cartagineses a Cerdeña.

## Preludio
Mientras tanto, Hampsicora se encontraba ocupado reclutando un ejército y obteniendo 
provisiones suficientes para las tropas en las cercanías de la ciudad de Cornus (cerca de Cuglieri, en la costa occidental de la isla). El retraso de los cartagineses dio la oportunidad a los romanos de enviar tropas de refuerzo al pretor Escévola. El ejército de refresco, comandado por Tito Manlio Torcuato que había servido como cónsul en la isla (235 a. C.), elevó las fuerzas de la provincia a 20 000 soldados de infantería y 1200 de caballería.
Manlio provocó a Hiosto, el hijo de Hampsicora para que atacara a los romanos mientras su padre estaba ausente en una misión de reclutamiento. En la batalla que siguió cayeron 5700 soldados sardos, lo que produjo la desintegración de las fuerzas sediciosos. Asdrúbal el Calvo alcanzó Cerdeña en el otoño del año 215 a. C., desembarcó en las inmediaciones de Cornus, y reunió a todas las tropas sardas que pudo. Finalmente marchó a la cabeza de su ejército hacia Carales. En respuesta, Torcuato salió a hacerle frente.

## La batalla
Los dos ejércitos no se enfrentaron de manera inmediata; establecieron sus campamentos en lugares cercanos el uno del otro y, tras unos días en los que se produjeron escaramuzas de ínfima importancia en las que ninguna de las partes obtuvo ninguna ventaja, los comandantes de los respectivos ejércitos decidieron librar la batalla.
Ambos ejércitos formaron a la manera tradicional, con las alas constituidas por caballería y el centro ocupado por infantería; se desconoce si los cartagineses contaban con elefantes de guerra. El combate se prolongó durante cuatro horas sin alcanzarse un resultado claro. El momento decisivo se produjo cuando uno de los destacamentos romanos que se enfrentaba a una tropa compuesta por sardos situados en una de las alas del ejército cartaginés logró ponerles en fuga. La victoria romana en esta sección hizo que las tropas giraran hacia el centro, demoliendo la resistencia cartaginesa.
Asdrúbal, Magón, Hannón e Hiosto fueron capturados y asesinados. Hampsicora huyó del campo de batalla, y luego se suicidó. Los supervivientes se refugiaron en Cornus, que fue tomada mediante un asalto directo a los pocos días. La flota púnica consiguió salvar a algunos de los supervivientes.

## Batalla naval
La expedición cartaginesa que constaba de unos 60 quinquerremes y un número desconocido de transportes, embarcó a los supervivientes de la expedición y zarpó para África. En el camino se encontraron con una armada romana botada desde Sicilia que volvía de una incursión en la costa africana. Los romanos, comandados por Tito Otacilio Craso, superaban a los cartagineses, al disponer de 100 quinquerremes. El combate se saldó con la captura de siete buques cartagineses. Los supervivientes se dispersaron y continuaron, de forma bastante poco uniforme, su travesía hacia las costas africanas. Se desconoce cuál fue el número de pérdidas romanas, aunque se deduce que fue bastante inferior al de los cartagineses.

## Importancia y consecuencias
Las ciudades rebeldes sardas se rindieron a los romanos, lo que permitió a Manlio enviar una buena parte de sus tropas de regreso a territorio italiano. La victoria trajo estabilidad al suministro de grano procedente de Cerdeña (Sardinia). Por su parte, la armada púnica abandonó las bases que poseía torno a los puertos italianos más importantes, haciendo más seguro el tránsito por ellos. La campaña de Aníbal había devastado los campos italianos y había hecho mucho daño a la agricultura romana, por lo que la protección del suministro de grano era crucial en ese momento.
Tras esta batalla, los cartagineses no volvieron a amenazar el dominio romano en esta isla; con la excepción de las incursiones navales llevadas a cabo en 210 a. C.
Paralelamente, mientras la armada siciliana se encontraba ocupada asegurando el control de Sardinia, Bomílcar, comandante de la flota cartaginesa, navegó desde Locri hacia Bruttium, donde desembarcó una fuerza compuesta por 4000 jinetes númidas y 40 elefantes de guerra. Partiendo de la base de que una de las razones por las cuales fracasó el intento de Aníbal de tomar Italia fue la falta de apoyos militares y políticos desde la capital, la llegada de estos refuerzos podría haber sido determinante.